# Elim (oase)
De plaatsnaam Elim betekent "Grote bomen" en is volgens de Bijbel de naam van een oase met twaalf waterbronnen en zeventig palmbomen. Na hun uittocht uit Egypte sloegen Mozes en zijn volgelingen hier hun kampement op. (Exodus 15:27, en Numeri 33:9). Vermoedelijk is het de oase in de Wadi Garandel, een beek die op het gebergte Et Tih ontspringt. In het voorjaar (dus in het seizoen, dat Israël erlangs trok) geeft de beek veel water.
Naar de oase zijn plaatsen genoemd (zie Elim in Drenthe) en diverse christelijke gemeenten en dorpshuizen.